# 夏爾·芒然
夏爾·艾曼紐·馬里·芒然（法語：Charles Emmanuel Marie Mangin；1866年7月6日—1925年5月12日），是一位法國陸軍將領，在第一次世界大戰後期西線戰場擔任要職，負責指揮第十軍團。